# Mississipi-Missouri
El sistema fluvial Mississipi-Missouri està format pel riu Mississipi i el seu afluent el Missouri. Tots dos plegats formen el riu més llarg i cabalós d'Amèrica del Nord, i el quart més llarg de tot el món. El Mississipi és el segon riu més llarg als Estats Units, amb una longitud de 2.340 milles (3,770 quilòmetres) des del seu naixement al Llac Itasca a Minnesota, fins a la seua desembocadura al golf de Mèxic. El riu més llarg, és l'afluent de Mississipi, el riu Missouri amb una mesura de 2.540 milles (4.090 km).
El Riu Mississipi és part del sistema fluvial Jefferson-Mississipi-Missouri, que és sistema fluvial el més gran a Amèrica del Nord i entre els més grans en el món: per la longitud (3,900 milles (6300 km)), és el quart més llarg, i per la seua mitjana de baixada de 572.000 peus cúbics/s (16.200 m³/s), és el desè riu més gran.
El nom de Mississipi es deriva de l'idioma ojibwa missi-ziibi ("gran riu") o gichi-ziibi ("enorme riu") en les seues capçaleres.

## Geografia

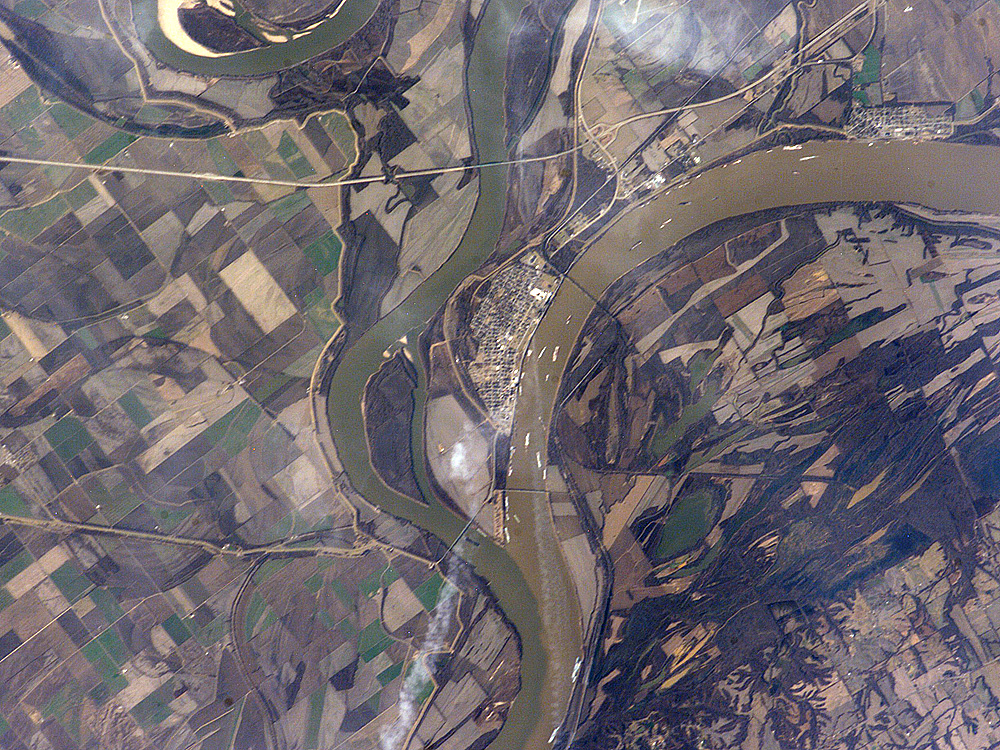
Confluència dels rius Mississipi i Ohio a Cairo (Illinois) (2006).

El riu Missouri flueix a partir de la confluència dels rius Jefferson, Madison, i Gallatin al Riu Mississipi. Tots plegats, el Jefferson, el Missouri i el Mississipi formen el sistema fluvial més llarg d'Amèrica del Nord. Si es mesura des de la font de Jefferson a la Brower's Spring, fins al Golf de Mèxic, la llargada de la combinació del Mississipi-Missouri-Jefferson és d'aproximadament 3,900 milles (6,300 km), fent a la combinació el quart riu més llarg del món. Les 207 milles (333 km) de la part més alta d'aquesta combinació del riu s'anomena riu Jefferson, el nivell més baix 1,352 milles (2,176 km) forma part del Mississipi, i la intersecció -2,341 milles (3,767 km)- s'anomena Missouri.
El riu Arkansas és el segon més llarg afluent del Mississipi. Mesurat pel volum d'aigua, el més gran de tots els afluents Mississipi és el riu Ohio.

### Cultura anglesa
El Mississipi es fa servir comunament com la frontera natural que divideix els Estats Units en la part est i la part oest del país, que sovint s'anomenen com l'est o l'oest "del Mississipi".